# Codex Alimentarius
Codex Alimentarius (lat. "knjiga živil") je zbirka mednarodno priznanih standardov in praks, navodil in drugih priporočil, povezanih z živili, njihovo pridelavo in varnostjo.
Zbirka je svoje ime dobila po prvi podobni zbirki, Codex Alimentarius Austriacus. Vsebino zbirke ureja, razvija in izboljšuje Komisija Codexa Alimentarius, ki jo je v začetku novembra 1961 ustanovila Organizacija za prehrano in kmetijstvo pri OZN (FAO), junija 1962 pa se ji je pridružila Svetovna zdravstvena organizacija (WHO); prvo srečanje komisije je bilo v Rimu oktobra 1963. Temeljni cilj komisije je zaščititi zdravje potrošnikov in zagotoviti pošteno mednarodno trgovino s hrano. Svetovna trgovinska organizacija Codex Alimentarius priznava za  mednarodno referenčno točko (resolution of disputes) v zvezi z varnostjo živil in varstvom potrošnikov.
Leta 2012 je imela Komisija Codexa Alimentarius 186 članic – 185 držav in 1 organizacijo (EU), 215 izpolnjevalcev – 49 IGO, 150 NGO, 16 UN.

## Namen
Codex Alimentarius zajema vsa živila, naj bodo predelana, polpredelana ali surova. Poleg določenih standardov za posamezna živila Codex Alimentarius obsega tudi splošne standarde o označevanju živil, živilski higieni, aditivih, ostankih pesticidov in postopkih za oceno varnosti živil, pridobljenih s sodobno biotehnologijo. Vsebuje tudi napotke za uradništvo, tj. vladne uvozne in izvozne inšpekcije in sistem certificiranja živil.
Codex Alimentarius je objavljen v arabščini, kitajščini, angleščini, francoščini, ruščini in španščini  Vsa besedila niso dostopna v vseh jezikovnih različicah.

### Osrednje besedilo
- označevanje živil (splošni standard, navodila za označevanje hranil, navodila za labelling claims)
- aditivi v živilih (splošni standard s pooblaščeno rabo, specifikacije za food grade chemicals)
- onesnažila v živilih (splošni standard , tolerance za specifična onesnažila, vključno z radionuklidi, aflatoksini in drugimi mikotoksini)
- pesticidi in ostanki veterinarskih kemikalij v živilih (najvišje dovoljene vrednosti preostankov – maximum residual limits )
- ocena tveganja kot postopek za ugotavljanje varnosti živil, pridobljenih s sodobno biotehnologijo (gensko spremenjene rastline, gensko spremenjene mikroorganizmi, alergeni)
- higiena živil (splošna načela in predpisi higienskih praks v specifični živilski industriji ali z živili upravljajočimi ustanovami, navodila za rabo sistema “HACCP”)
- metode vzorčenja in analize

### Posebni standardi
- mesni izdelki (sveži, zamrznjeni, predelani in perutnina)
- ribe in z ribištvom povezani izdelki (pomorstvo, sladka voda in akvakultura)
- mleko in mlečni zdelki
- živila za posebne diete (tudi otroška formula in hrana za dojenčke)
- sveža in predelana zelenjava, sadje in sadni sokovi
- žita in mlevski izdelki, sušene stročnice
- maščobe, olja in izdelki na njihovi osnovi, npr. margarina
- druga živila (čokolada, sladkor, med, slatina)

## Spori glede veljavnosti in ustreznosti
Codex Alimentarius nekateri obravnavajo kot obvezni standard za varnost živil, vključno z vitaminskimi in rudninskimi dopolnili, kar pa velja za sporno in v svetu sproža razprave. Podporniki Codexa Alimentarius zagovarjajo mnenje, da gre za prostovoljni referenčni standard za živilstvo in da nobena država članica Codexa Alimentarius ali katere koli druge mednarodne trgovinske organizacije ni zavezana, da te standarde zakonsko uveljavi. Nasprotniki Codexa Alimentarius oporekajo, da se je Codex Alimentarius s priznanjem WTO za mednarodni referenčni standard za resolution of disputes glede varnosti živil in varstva potrošnikov že formaliziral in skrbi jih, da se lahko ustali kot edini merodajni standard. Zagovorniki Codexa Alimentarius odgovarjajo, da v mednarodnih sporih raba drugih referenc in znanstvenih študij kot dokaznega gradiva za varnost živil in varstvo potrošnikov ni izključena.
Leta 1996 je nemški predstavniki predlagali, da se ne sme prodati nobenega zelišča, vitamina ali minerala za preprečevalne in zdravstvene namene ter da se prehranska dopolnila preuvrstijo med zdravila. Predlog je bil odobren, a so protesti zaustavili njegovo izvršitev. 28. seja Komisije Codexa Alimentarius je bila zato sklicana 4–9. julija 2005. Na dnevnem redu so bila med mnogimi drugimi vprašanji tudi Navodila za vitaminska in rudninska prehranska dopolnila  (Guidelines for Vitamin and Mineral Food Supplements), ki so jih naposled tudi potrdili za nova svetovna varnostna navodila: v njih piše, da "bi morali morali biti ljudje [...] spodbujeni k uravnoteženi prehrani, preden bi pomislili na jemanje vitaminskih in rudninskih dopolnil. Le v primerih, ko je vnos vitamiinov in rudnin z običajno prehrano nezadosten ali če je potrošnik mnenja, da potrebuje dopolnitev k svoji prehrani, se lahko vitaminska in rudninska prehranska dopolnila uporabljajo za dopolnitev vsakodnevne prehrane." Besedilo je med zagovorniki prehranskih dopolnil vzbudilo buren odmev. Mnoge države takšne snovi obravnavajo kot snovi z zdravilnim učinkom, kot zdravila ali jih uvrščajo v kak drug razdelek, ne da bi zahtevale dokazilo o njihovi uporabi v medicini. Tako nova navodila ne ukinjajo prehranskih dopolnil, pač pa skrbijo, da se jih ustrezno označi in pakira, da se vzpostavijo merila za določanje minimalnih in maksimalnih odmerkov, in zahtevajo, da je pri izbiri učinkovin pomembna varnost in učinkovitost. Organizacija za prehrano in kmetijstvo  (FAO) and Svetovna zdravstvena organizacija (WHO) omenjena merila izvajata z "označevanjem, da bi pri potrošnikih ustavili preodmerjanje vitaminskih in rudninskih dopolnil". Komisija Codexa Alimentarius je potrdila, da Navodila uvajajo "označevanje informacij o maksimalnem odmerku vitaminskih in rudninskih prehranskih dopolnil za uživanje". WHO je potrdil, da Navodila "zagotavljajo, da potrošnik doseže blagodejne učinke vitaminov in rudnin na zdravje".
Glede na zgoraj omenjeno so opazne podobnosti z leta 2004 sprejetimo evropskimi smernicami za prehranska dopolnila. Nasprotja so izrazili zagovorniki ekološkega in družbeno trajnostnega poljedelstva in živilskega sistema, npr. gibanje Slow Food,, čeprav se je kasneje tesneje povezalo z EU. Manifest o prihodnosti hrane izjavlja, da "so birokracije, kot je Svetovna trgovinska organizacija, Svetovna banka, Mednarodni denarni sklad in Codex Alimentarius,  kodificirale takšno politiko, ki služi predvsem interesom svetovnega agrogospodarstva, pravice kmetijcev in potrošnikov pa učinkovito spodkopava".